# Michal Švec
Michal Švec (ur. 19 marca 1987 w Pradze) – czeski piłkarz występujący na pozycji prawego obrońcy w Bohemians 1905.

## Statystyki
| Sezon   | Klub           | Liga                | Mecze | Gole |
| ------- | -------------- | ------------------- | ----- | ---- |
| 2003/04 | Slavia Praga   | 1.Liga              | 6     | 0    |
| 2004/05 | Slavia Praga   | 1.Liga              | 22    | 0    |
| 2005/06 | Slavia Praga   | 1.Liga              | 10    | 0    |
| 2006/07 | Slavia Praga   | 1.Liga              | 21    | 2    |
| 2007/08 | Slavia Praga   | 1.Liga              | 8     | 0    |
| 2007/08 | SC Heerenveen  | Eredivisie          | 5     | 0    |
| 2008/09 | SC Heerenveen  | Eredivisie          | 28    | 1    |
| 2009/10 | SC Heerenveen  | Eredivisie          | 18    | 0    |
| 2010/11 | SC Heerenveen  | Eredivisie          | 20    | 0    |
| 2011/12 | SC Heerenveen  | Eredivisie          | 9     | 0    |
| 2012/13 | Győri ETO FC   | Nemzeti Bajnokság I | 23    | 0    |
| 2013/14 | Győri ETO FC   | Nemzeti Bajnokság I | 19    | 0    |
| 2014/15 | Győri ETO FC   | Nemzeti Bajnokság I | 11    | 0    |
| 2014/15 | Slavia Praga   | 1.Liga              | 8     | 0    |
| 2015/16 | Slavia Praga   | 1.Liga              | 6     | 0    |
| 2015/16 | Bohemians 1905 | 1.Liga              | 14    | 0    |
| 2016/17 | Bohemians 1905 | 1.Liga              | 18    | 0    |
| 2017/18 | Bohemians 1905 | 1.Liga              |       |      |